# Sergio Granados Aguilar
Sergio Antonio Granados Aguilar (12 de enero de 1950) es un ingeniero comercial, consultor y político chileno, militante del Partido Socialista (PS). Fue director de Presupuestos de la presidenta Michelle Bachelet en 2010, cargo que ocupó, por segunda vez, desde marzo de 2014 hasta marzo de 2018 en el marco del segundo gobierno de ésta.

## Estudios
Cursó la carrera de ingeniería comercial en la Universidad de Chile y posteriormente realizó estudios en evaluación de proyectos y planificación estratégica.

## Trayectoria profesional
A fines de los años 1970 trabajó en la estatal Oficina de Planificación Nacional (Odeplan), germen del Ministerio de Desarrollo Social. En la década de 1980 su trabajo se centró en el área de la educación, al sumarse al grupo Programa Interdisciplinario de Investigaciones en Educación (PIEE), una ONG dedicada a desarrollar investigaciones y estudios.
Se desempeñó como gerente general del diario La Nación entre 1991 y 1993, y como presidente del directorio de la misma empresa entre 1994 y 1998.
Ha desarrollado su carrera en el área de presupuestos y administración financiera, planificación, gestión económica y consultorías en educación superior.
Antes de ser director laboraba como segundo a bordo de Presupuestos, ente en el que debió asumir, además, la responsabilidad de la Coordinación General del Proyecto de Modernización de la Administración del Gasto Público, que contaba con apoyo financiero del Banco Mundial.
Asumió el cargo un mes antes de finalizar el primer periodo de Bachelet luego del nombramiento de su predecesor, Alberto Arenas, como director de Codelco-Chile.
En 2013 se incorporó al equipo asesor de Bachelet en el marco del segundo intento de esta por llegar a la Presidencia. Fue nombrado en Presupuestos para esa administración en enero de 2014.